# 28137 Helenyao
28137 Helenyao è un asteroide della fascia principale. Scoperto nel 1998, presenta un'orbita caratterizzata da un semiasse maggiore pari a 2,3925809 UA e da un'eccentricità di 0,0783882, inclinata di 7,28524° rispetto all'eclittica.